# Гришанов, Василий Степанович
Василий Степанович Гришанов (25 января 1923, Яновец, Владимирская губерния — 21 ноября 1971, Иваново) — командир отделения разведки 20-го отдельного пулемётно-артиллерийского батальона (159-й Днестровский Краснознамённый ордена Богдана Хмельницкого укреплённый район, 40-я армия, 1-й Украинский фронт), сержант, участник Великой Отечественной войны, кавалер ордена Славы трёх степеней.

## Биография
Родился 25 января 1923 года в деревне Яновец (ныне — в Суздальском районе Владимирской области) в семье крестьянина. Русский. В детстве с родителями переехал в город Иваново. Здесь окончил школу-семилетку. Работал слесарем на хлебозаводе.
В апреле 1942 года был призван в Красную армию. Воевал с декабря 1943 года до конца войны пулемётчиком, командиром пулемётного отделения, отделения разведки 20-го отдельного пулемётного батальона 159-го укреплённого района 40-й армии на 1-м и 2-м Украинских фронтах. Участвовал в освобождении Украины, Румынии, громил врага на территории Венгрии. Был несколько раз ранен, но всегда возвращался в свою часть.
7 марта 1944 года командир пулемётного отделения сержант Гришанов в боях на территории Черкасской области, руководя группой разведчиков, совершил дерзкую вылазку в расположение противника и выявил его огневые средства. Огнём своего автомата, гранатами уничтожил 11 гитлеровцев. В боях у населённого пункта Шарнополь (посёлок в Монастырищенском районе Черкасской области Украины) пробрался к пулемёту противника, уничтожил его расчёт и захватил пулемёт. В селе Княжья Криница того же района захватил двух пленных, из них одного унтер-офицера.
Командиром полка был представлен к награждению орденом Отечественной войны 2-й степени. Приказом по войскам 40-й армии от 6 апреля 1944 года сержант Гришанов Василий Степанович награждён орденом Славы 3-й степени (№ 50844).
18 июля 1944 года днём в районе 20 км северо-восточнее города Топлица, Румыния сержант Гришанов действовал в составе группы захвата «языка». Разведчики наткнулись на засаду и приняли бой. Действуя решительно и смело, вывел из строя пулемётный расчёт, обеспечив выполнение боевого задания.
Приказом по войскам 40-й армии от 5 сентября 1944 года сержант Гришанов Василий Степанович награждён орденом Славы 2-й степени (№ 5982).
14 декабря 1944 года сержант Гришанов вместе с другими разведчиками перешёл передний край близ населённого пункта Шаторальяуйхей (Венгрия). На рассвете, ворвавшись в окопы противника, гранатами уничтожил станковый пулемёт с расчётом. Прикрывая отход товарищей огнём автомата, уничтожил 10 гитлеровцев.
Указом Президиума Верховного Совета СССР от 28 апреля 1945 года за исключительное мужество, отвагу и бесстрашие, проявленные в боях с гитлеровскими захватчиками, сержант Гришанов Василий Степанович награждён орденом Славы 1-й степени (№ 1877). Стал полным кавалером ордена Славы.
День Победы старшина Гришанов встретил в Чехословакии. В составе сводного полка 4-го Украинского фронта участвовал в параде Победы на Красной площади.
После демобилизации в декабре 1946 года старшина запаса В. С. Гришанов вернулся в город Иваново. Работал кочегаром на комбинате искусственной подошвы.
Умер 21 ноября 1971 года. Похоронен на Балинское кладбище города Иванова.

## Награды
- Орден Славы 1-й (28.04.1945)[4], 2-й (26.11.1944)[5] и 3-й (03.03.1944)[6] степеней
- медали:
  - «В ознаменование 100-летия со дня рождения Владимира Ильича Ленина» (6 апреля 1970)
  - «За победу над Германией» (9 мая 1945[7])
  - «20 лет Победы в Великой Отечественной войне 1941—1945 гг.» (7 мая 1965[8])
  - «50 лет Вооружённых Сил СССР» (26 декабря 1967[9])
- Знак «25 лет победы в Великой Отечественной войне» (1970)

## Память
- На могиле Героя установлен надгробный памятник.
- В 2005 году в селе Туртино на фасаде школы открыта мемориальная доска.
- Его имя увековечено на мемориале в городе Иваново.